# 城东乡 (雅安市)
城东乡，是中华人民共和国四川省雅安市名山区曾经下辖的一个乡。2019年12月，撤销城东乡，原城东乡平桥村、五里村、双溪村、长坪村、双田村、余光村所属行政区域为蒙阳街道的行政区域，将原城东乡徐沟村、官田村所属行政区域划归蒙顶山镇管辖。

## 行政区划
城东乡撤销前下辖以下地区：
平桥村、余光村、官田村、徐沟村、五里村、长坪村、双溪村和双田村。